# Кокурино
Кокурино — деревня в Саратовском районе Саратовской области России. С 1 января 2022 года входит в состав городского округа Саратова.

## Физико-географическая характеристика
Деревня располагается на юге Саратовского района, в 3 километрах от административного центра посёлка Тепличный и в 4 километрах от областного центра города Саратова. Село располагается рядом с берегами реки Березина.  
Климат
Климат в деревне умеренно холодный. Наблюдается большое количество осадков, даже в самый засушливый месяц (согласно классификации климатов Кёппена — Dfa). Среднегодовая температура в Кокурино — 6,2 °C. Среднегодовая норма осадков — 429 мм. Наименьшее количество осадков выпадает в марте и составляет 24 мм. Наибольшее количество осадков выпадает в августе, в среднем 44 мм.
| Показатель                           | Янв.  | Фев. | Март | Апр. | Май  | Июнь | Июль | Авг. | Сен. | Окт. | Нояб. | Дек. | Год |
| ------------------------------------ | ----- | ---- | ---- | ---- | ---- | ---- | ---- | ---- | ---- | ---- | ----- | ---- | --- |
| Средняя температура, °C              | −10,4 | −9,9 | −4   | 8,1  | 15,6 | 20,2 | 22,2 | 20,6 | 14,3 | 6,3  | −1,5  | −6,9 | 6,2 |
| Норма осадков, мм                    | 37    | 26   | 24   | 25   | 37   | 43   | 43   | 44   | 40   | 33   | 40    | 37   | 429 |
| Источник: Кокурино (норма 1982-2012) |       |      |      |      |      |      |      |      |      |      |       |      |     |

Часовой пояс
Кокурино, как и вся Саратовская область, находится в часовой зоне МСК+1. Смещение применяемого времени относительно UTC составляет +4:00.
Уличная сеть
В деревне три улицы: Романтиков, Нижняя, Центральная. Также к территории населённого пункта относятся три садово некоммерческих товарищества: Берёзка, Дорожник и Кокурино.

## Население
| 2002 | 2010 | 2019 |
| ---- | ---- | ---- |
| 119  | ↗145 | ↗192 |

На 2019 год в деревне проживало 192 человека, насчитывается 60 дворов.

## Инфраструктура
В деревне осуществляет свою деятельность фельдшерско-акушерский пункт. Работает одно предприятие розничной торговли. 
В октябре 2012 года в деревню был подведён магистральный газопровод, в настоящее время 33  домовладения газифицированы. Водоснабжение имеется в 27 домовладениях.

## Достопримечательности
На территории населённого пункта, на окраине, расположен памятник природы - Кокуринский пруд. Образован запрудой на речке Березина. Почти весь скрыт в зарослях деревьев.